# 出羽郡

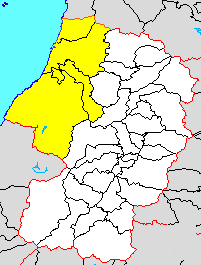
建国時の出羽国出羽郡の範囲

出羽郡（いではぐん）は、越後国（その後出羽国庄内地方）にかつて存在した郡である。和銅元年（708年）、越後国の一部に設立された。和銅5年（712年）、出羽郡を中心として出羽国が建国された。その後の『延喜式』では、出羽国は出羽郡、飽海郡、田川郡の3郡に分かれている。中世以降田川郡に編入され消滅した。